# ماتياس لازو
ماتياس لازو هو لاعب كرة قدم بيروفي، ولد في 11 يوليو 2003 في أريكيبا في بيرو.